# Алкестида (Фриних)
«Алкестида» (др.-греч. Ἄλκηστις) — трагедия древнегреческого драматурга Фриниха (конец VI — начало V века до н. э.), текст которой полностью утрачен. Пьеса упоминается у Гесихия Милетского и в византийском словаре «Суда».
В основу сюжета пьесы лёг один из фессалийских мифов. Адмет, сын царя Фер Ферета, вызвал гнев Артемиды, так как забыл упомянуть её при свадебных жертвоприношениях, когда женился на дочери царя Иолка Пелия Алкестиде. Богиня прислала в его опочивальню змей как предзнаменование близкой смерти. Мойры по просьбе Аполлона согласились принять вместо Адмета любого другого смертного, но умереть вместо него согласилась только молодая жена. Сразу после похорон Алкестиды в Ферах случайно оказался Геракл, который освободил её из Аида и вернул мужу.
Известно, что в пьесе Фриниха на сцене появлялась смерть с мечом (как впоследствии в «Алкесте» Еврипида). В действии явно были бурлескные мотивы, и некоторые антиковеды допускают, что «Алкестида» могла быть не трагедией, а сатировской драмой.